# Microsoft PowerPoint
Microsoft PowerPoint è un elaboratore di presentazioni sviluppato da Microsoft parte del software di produttività personale Microsoft Office. È distribuito con EULA per i sistemi operativi Windows, macOS, iOS e Android. È utilizzato principalmente per proiettare e quindi comunicare su: schermo, progetti, idee e contenuti potendo incorporare: testo, immagini, diagrammi, filmati, audio e potendo presentare tutto questo con animazioni di alto livello.

## Storia

PowerPoint 2002

Sviluppato da Bob Gaskins e dai programmatori Dennis Austin e Philip J. Pasqui con il nome Presenter per la Forethought Inc, che pubblicò PowerPoint 1.0 nell'aprile 1987 per Apple Macintosh. Era in bianco e nero, testo e grafica si fondevano per creare trasparenze. Con l'arrivo del primo Macintosh a colori sul mercato uscì una versione di PowerPoint già adattata per sfruttare le potenzialità del colore.
Microsoft Corporation acquistò la Forethought Inc e il relativo software Powerpoint per 14 milioni di dollari il 31 luglio 1987. Nel 1990 la prima versione per Windows venne pubblicata per Windows 3.0; sin da quella data PowerPoint verrà sempre incluso nella suite Microsoft Office (eccetto per la versione base).

PowerPoint 4 in esecuzione su Windows XP

La versione del 2002 (inclusa nella suite Microsoft Office XP ma disponibile anche come prodotto singolo), introduce caratteristiche come il confronto e l'unione dei vari cambiamenti nelle presentazioni, la possibilità di definire le impostazioni per singole animazioni e relative ombre e diagrammi di vari tipi (piramide, radiali e di Venn).
Altre innovazioni erano: il maggior numero di modelli predefiniti, un pannello per vedere e selezionare testo ed oggetti, password per proteggere presentazioni riservate, generazione automatica di album fotografici e la possibilità d'utilizzare smart tags per formattare velocemente il testo selezionato.
La versione del 2003 non cambiava molto rispetto alle precedenti versioni 2002/XP. Venne integrata la caratteristica Package for CD per aumentare la collaborazione tra vari colleghi: veniva facilitata la masterizzazione su CD-ROM dei contenuti multimediali con un visualizzatore. Fu migliorata e potenziata la grafica e il supporto per i nuovi contenuti multimediali.
Nella versione del 2007 cambia l'interfaccia utente grazie al nuovo sistema Ribbon e viene migliorata ulteriormente la grafica.
A partire da Windows 10, nell'ambito del pacchetto Microsoft 365 è stato lanciato Office Sway, evoluzione gratuita e web-based di Powerpoint.

## Funzioni
Consente la creazione di presentazioni informatiche multimediali tramite la realizzazione di diapositive visualizzabili in sequenza su qualsiasi computer dotato di questo software. Le presentazioni, suddivise in diapositive, possono contenere per esempio: fotografie, testi, animazioni, suoni, link ad altre diapositive o a siti esterni.
È largamente usato da: persone d'affari, docenti, studenti, relatori e professori, la proiezione di diapositive digitali è una forma molto comune di persuasione tecnologica. L'uso di questo strumento è molto diffuso anche per la produzione di animazioni multimediali umoristiche destinate alla circolazione via e-mail.
Arrivato alla versione 1352 con l'ultima suite Microsoft Office 2010, Microsoft PowerPoint è diventato il programma di presentazioni più diffuso ed utilizzato nel mondo.

## Operatività
In PowerPoint (come in altri programmi simili) il testo, la grafica, il video ed altri oggetti sono memorizzati su singole pagine; è un'analogia con le diapositive, in cui il proiettore viene sostituito da un videoproiettore, connesso ad un PC.
Le diapositive possono essere stampate o mostrate e navigate dal relatore tramite i vari comandi (possono anche essere la base dei vari webcast).
PowerPoint permette di realizzare animazioni con diversi tipi di movimento: entrata, enfasi ed uscita possono essere applicati a diversi oggetti di ciascuna diapositiva per farli apparire, spostare e scomparire nell'ordine voluto.
Le transizioni sono il passaggio di una diapositiva ad un'altra (enfatizzabili con varie animazioni); si può curare lo stile generale (anche la formattazione del testo) della presentazione con vari temi disponibili.
Per la singola diapositiva possono essere impostati varie opzioni personalizzate.

## Formati file
Le presentazioni possono essere salvate in vari formati: il predefinito .ppt (presentazione di PowerPoint), .pps (solo presentazione PowerPoint) o .pot (modello di PowerPoint).
PowerPoint 2007 e la sua versione per macOS (prevista nel 2008) introducono il formato Office Open XML, con una compressione maggiore, le cui specifiche sono state pubblicamente rese disponibili. Le loro estensioni sono .pptx, .ppsx e .potx. Questi formati sono in realtà dei file ZIP contenenti dei file XML oltre a eventuali immagini e contenuti multimediali incorporati nella presentazione. Al contrario, i file PPT, PPS e POT sono formati binari. Per inserire un file audio in PowerPoint è necessario utilizzare il formato MPEG LAYER 3 18HB 11025 Hz stereo, che si può ottenere anche con il Registratore di Suoni di Microsoft Windows.

## Compatibilità
I formati PPT, PPS e POT, come tutti i formati binari del pacchetto Office, sono formati chiusi, quindi teoricamente gestibili unicamente attraverso il programma di casa Microsoft. Vista la diffusione del formato, attraverso una lunga e complicata opera di reingegnerizzazione oggi programmi come Apple Keynote o Apache OpenOffice Impress sono in grado di aprire i file di PowerPoint. Il programma Microsoft però utilizza anche dati provenienti da Object Linking and Embedding. Questo non crea problemi su Windows, ma su macOS e GNU/Linux a volte i file non si aprono.
Il nuovo formato Offce Open XML è invece un formato libero e le specifiche sono state rese pubbliche, pertanto la compatibilità con software di terze parti è migliore.
La versione di PowerPoint per Microsoft Windows supporta la protezione del documento mediante DRM, previo inserimento di password per la modifica, tuttavia questi documenti non si possono aprire (nemmeno in sola lettura) né con la versione per Mac OS di PowerPoint né con altri software in grado di aprire tali file, come OpenOffice.org o Apple Keynote.

## Microsoft PowerPoint Viewer
Microsoft PowerPoint Viewer è un programma per Microsoft Windows che consente agli utenti di visualizzare e stampare presentazioni PowerPoint create in Microsoft Office. Questo software è solitamente utilizzato in situazioni in cui il soggetto che desidera visualizzare la presentazione non dispone di Microsoft PowerPoint o della suite Microsoft Office installata. A differenza di Microsoft Word Viewer e Microsoft Excel Viewer, di solito è pre-installato sui computer con il sistema operativo Windows Vista.

## Cronologia versioni
| Anno | Versione | Nome                           | Commenti                  |
| ---- | -------- | ------------------------------ | ------------------------- |
| 1990 | 2.0      | PowerPoint 2.0 per Windows 3.0 | Presente in MS Office 1.x |
| 1992 | 3.0      | PowerPoint 3.0 per Windows 3.1 | Presente in MS Office 3.0 |
| 1993 | 4.0      | PowerPoint 4.0                 | Presente in MS Office 4.x |
| 1995 | 7.0      | PowerPoint per Windows 95      | Presente in Office 95     |
| 1997 | 8.0      | PowerPoint 97                  | Presente in Office 97     |
| 1999 | 9.0      | PowerPoint 2000                | Presente in Office 2000   |
| 2001 | 10       | PowerPoint 2002                | Presente in Office XP     |
| 2003 | 11       | PowerPoint 2003                | Presente in Office 2003   |
| 2007 | 12       | PowerPoint 2007                | Presente in Office 2007   |
| 2010 | 14       | PowerPoint 2010                | Presente in Office 2010   |
| 2013 | 15       | PowerPoint 2013                | Presente in Office 2013   |
| 2016 | 16       | PowerPoint 2016                | Presente in Office 2016   |
| 2018 | 17       | PowerPoint 2019                | Presente in Office 2019   |
| 2021 | 18       | PowerPoint 2021                | Presente in Office 2021   |

## Loghi

Logo di Microsoft PowerPoint 2000-2003
Logo di Microsoft PowerPoint 2013-2019
Logo di Microsoft PowerPoint 2019